# اشا اسماعيل
آشا إسماعيل (بالإنجليزية: Asha Ismail) (من مواليد 27 سبتمبر 1968) هي ناشطة كينية في مجال حقوق الإنسان. وهي مؤسسة ورئيسة منظمة إنقاذ فتاة، ومنظمة إنقاذ جيل، وهي منظمة تتمثل مهمتها في إنهاء تشويه الأعضاء التناسلية الأنثوية، ونظام المهر، والزواج القسري، وغيرها من الانتهاكات ضد المرأة في أفريقيا وآسيا.

## الحياة والعمل
ولدت في جاريسا بكينيا عام 1968. تعرضت لتشويه الأعضاء التناسلية الأنثوية في سن الخامسة في ما قيل لها إنه حفل "تطهير" ووليمة. كان الحيض وولادة ابنتها مؤلمين بشكل خاص بسبب الضرر الذي حدث ، وجعلت هدف حياتها هو استخدام التعليم للقضاء على هذه الممارسة حتى لا تتعرض لها ابنتها والنساء الأخريات.   في قريتها توجد نساء يعرفن "بفتيات آشا" لأنها أنقذتهن من تشويه الأعضاء التناسلية. انتقلت إلى إسبانيا في عام 2011 ، حيث أسست آنذاك منظمة غير حكومية أنقذ فتاة، أنقذ جيلا.  ابنتها حياة تراسباس عضوة في المنظمة التي يقع مقرها في مدريد . 
كانت واحدة من النشطاء الذين تم تحديدهم في الفيلم الوثائقي لعام تفاحة إيفا 2018 ("تفاحة حواء") لخوسيه مانويل كولون ، والذي يحكي قصص نساء في بلدان مختلفة يقمن بحملات ضد تشويه الأعضاء التناسلية للإناث.  لقد كانت جزءًا من حملة شجاع لعام 2017 التي أطلقتها منظمة العفو الدولية والتي تكرم المدافعين عن حقوق الإنسان. 

## تعرُّف
في 8 مارس 2017 ، بمناسبة اليوم العالمي للمرأة ، حصلت إسماعيل على جائزة أثينا من ألكوبينداس للدفاع عن حقوق المرأة. 
حضرت ، في 12 أكتوبر 2019 ، الذكرى السنوية الخامسة عشرة لمنظمة أرض الرجال غير الحكومية حيث قدمت لها تمثالًا صغيرًا من صنع النحات جوليا آريس تقديراً لعملها.  أيضًا في أكتوبر 2019 حصلت على جائزة من مهرجان بيريبلو في بويرتو دي لا كروز. 
في 24 يناير 2020 ، منحت المؤسسة الدولية لحقوق الإنسان إسماعيل جائزة نيكولاس سالميرون لحقوق الإنسان عن فئة المساواة. 
في يوم المرأة العالمي 2020 ، حصلت على جائزة من مجتمع مدريد رفضتها لأنها تتعارض مع عملها ومبادئها. وأعربت عن امتنانها للجائزة ، لكنها قالت إن حكومة مدريد كانت عقبة أمام الحركة النسائية وتنكر العنف القائم على النوع الاجتماعي. 

## روابط خارجية
- موقع ويب Save a Girl، Save a Generation Official
- احساء اسماعيل على تويتر